# COFDM

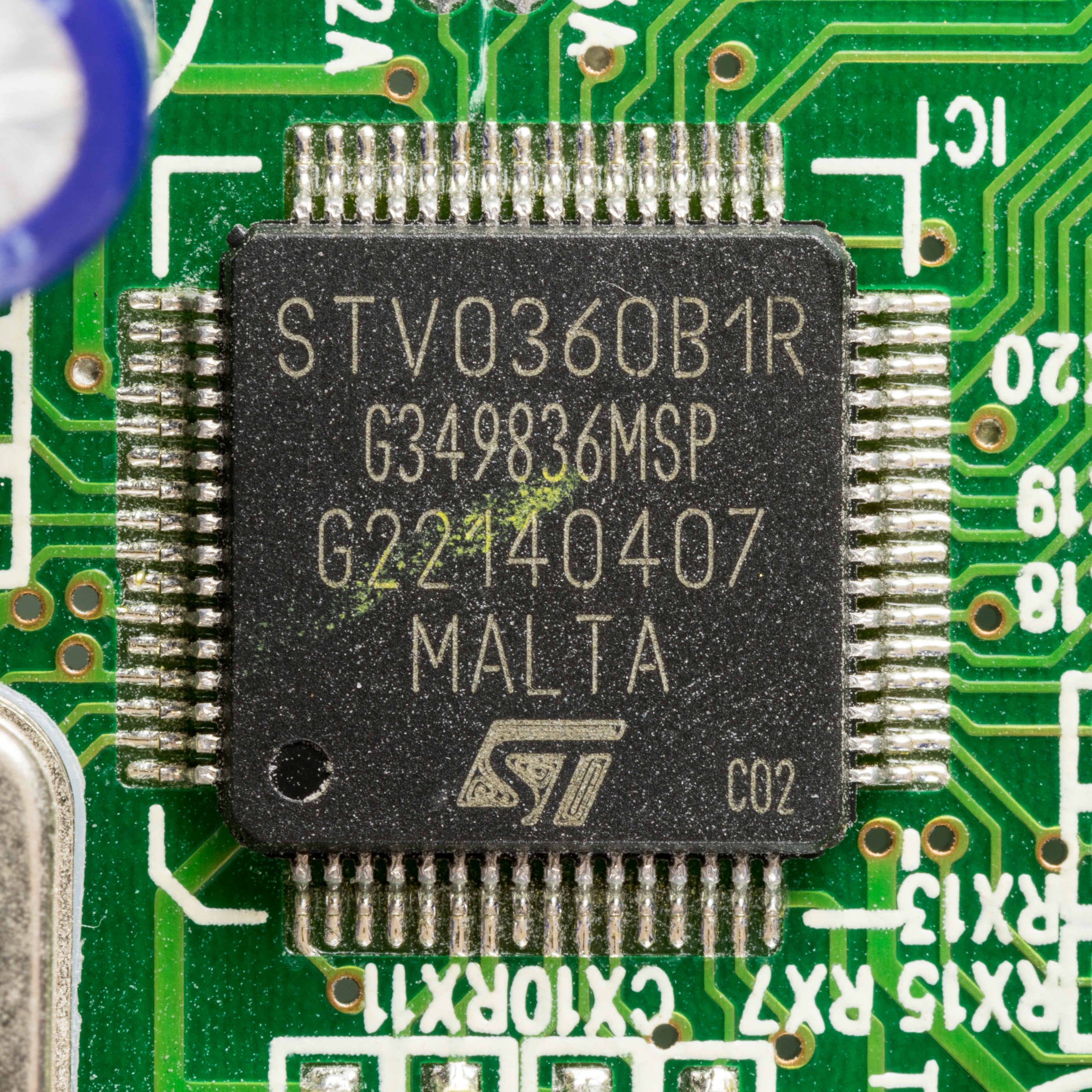
STMicroelectronics STV0360B1R — мікросхема демодулятора COFDM

COFDM (англ. Coded Orthogonal Frequency Division Multiplexing) — ортогональне частотне розділення каналів з кодуванням. COFDM — це різновид технології OFDM, що поєднує канальне кодування (абревіатура «C» від англ. coded), і OFDM. Канальне кодування передбачає застосування прямої корекції похибок (FEC), яка використовується для виправлення помилок при передачі даних.
Метод COFDM поширений в цифрових системах радіомовлення (DAB) в Європі, Канаді і Японії.
COFDM також зарекомендував себе у цифровому телебаченні. Європейський консорціум DVB обрав цей метод передачі в якості базового стандарту для ефірного наземного телебачення.

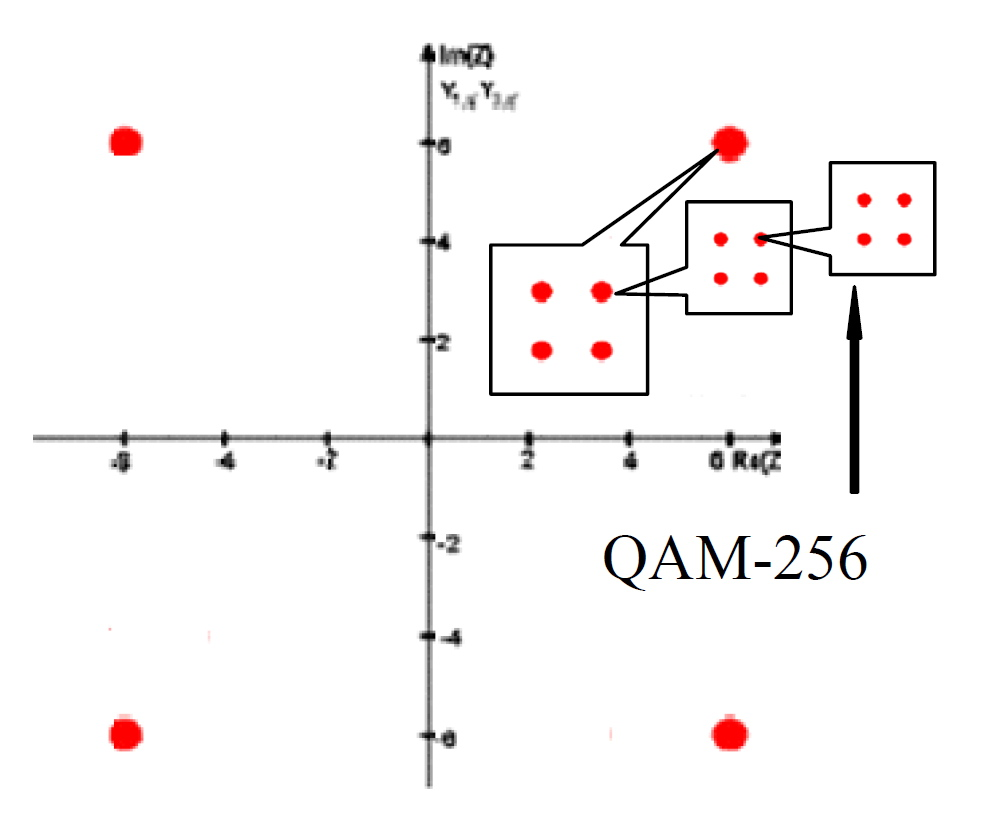
Принцип ієрархічної модуляції

## Переваги технології
Переваги технології COFDM:
- Гнучкість, що забезпечується можливістю оперативної зміни швидкості потоку даних і параметрів передачі в залежності від умов поширення радіохвиль
- Дозволяє здійснювати передачу програм високої чіткості з достатнім запасом стійкості
- Забезпечує гнучкість у вирішенні проблем охоплення
- Дозволяє здійснювати прийом в областях, недоступних для інших систем, завдяки використанню одночастотних мереж
- Можливість застосування ієрархічної модуляції
- Висока якість зображення завдяки використанню цифрових методів обробки
- Висока стійкість до ефірних завад
- Забезпечення як стійкого прийому, так і проведення трансляцій в русі тощо.

Все це стало додатковим імпульсом для широкого впровадження технології COFDM в різних галузях, зокрема, для вирішения завдань передачі даних з борту безекіпажних платформ.